# Mercatino di Natale di Lipsia

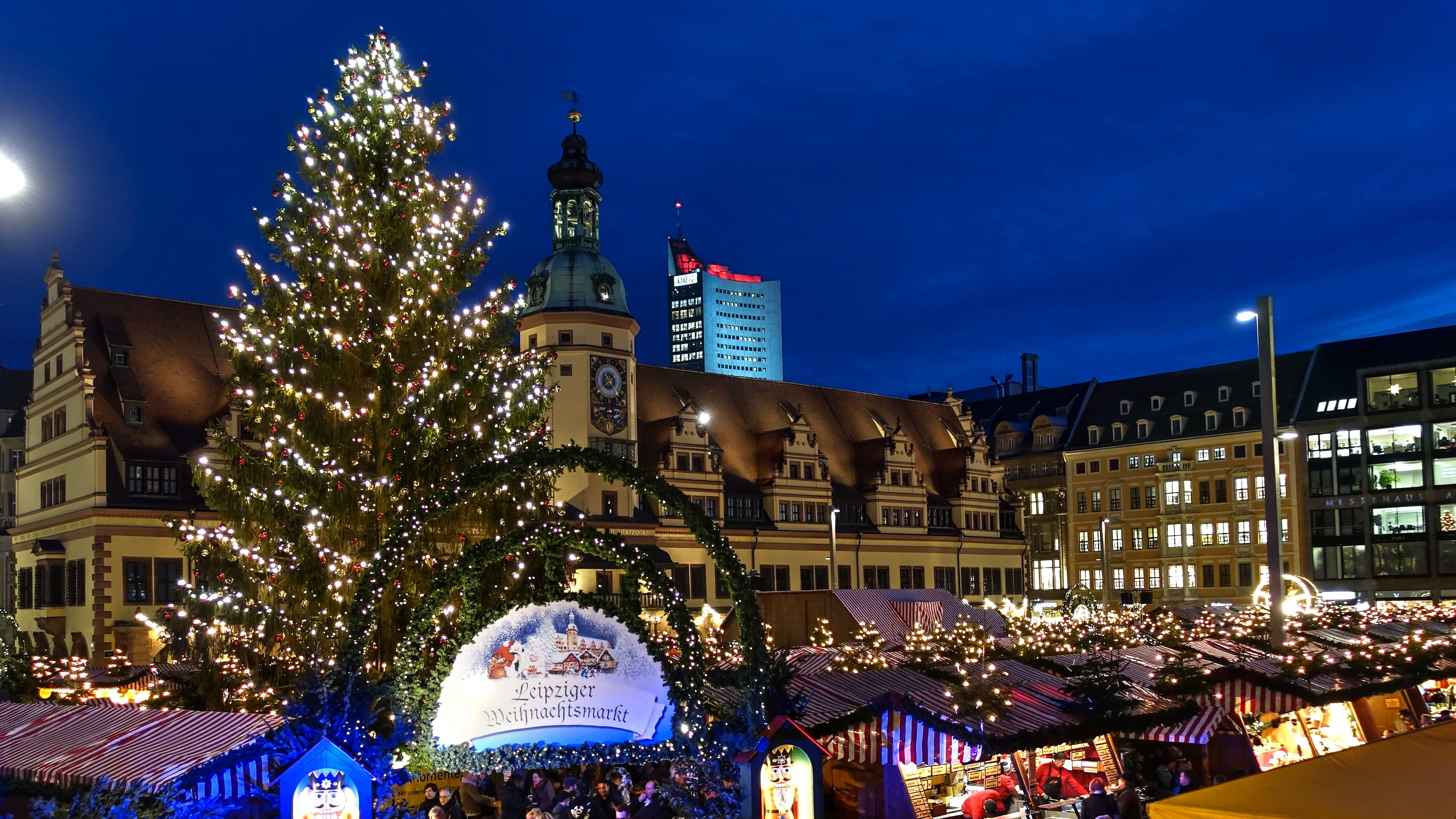
Vista all'ora blu sulla piazza del mercato e sul Municipio Vecchio (2019)

Il mercatino di Natale di Lipsia (in tedesco: Leipziger Weihnachtsmarkt) è uno dei mercatini di Natale più antichi della Germania. Si svolge ogni anno da fine novembre al 23 dicembre sul Markt di Lipsia e nelle strade adiacenti e, con circa 300 bancarelle e oltre 2,8 milioni di visitatori (2019), è uno dei mercatini di Natale più grandi della Germania.

## Storia

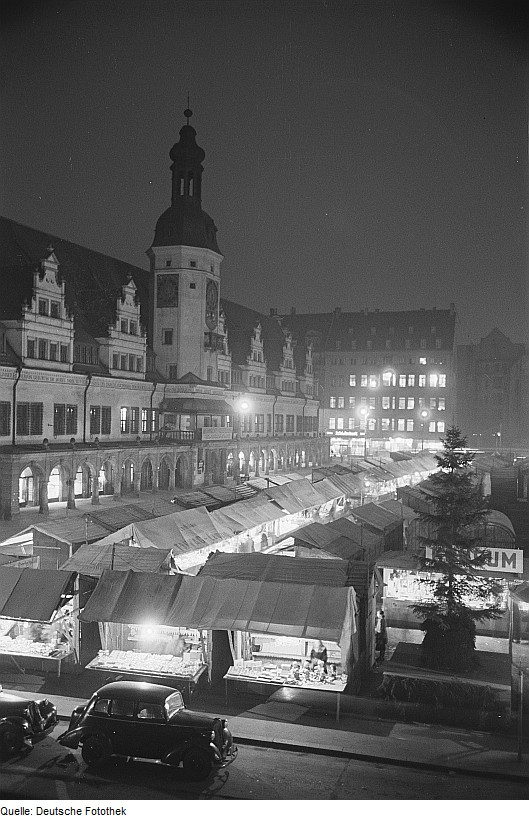
Mercatino di Natale di Lipsia (1950)

La sua storia risale al 1458. Negli appunti di Johann Jacob Vogel del 1714 si trova la nota:
Ciò lo rende uno dei mercatini di Natale più antichi della Germania, insieme al mercatino di Natale di Monaco (1310), al Bautzen Wenzelsmarkt (1384), al mercatino di Natale di Francoforte (1393) e allo Striezelmarkt di Dresda (1434).
I mercatini di Natale previsti per il 2020 e il 2021 sono stati annullati a causa della pandemia di COVID-19.

## Attività culturali concomitanti
Ad aprire il mercatino 2023 sarà la sindaca della Cultura Skadi Jennicke, il Thomanerchor e l'Orchestra giovanile e di fiati di Lipsia. Ogni giorno alle 18 i suonatori di ottone della torre suonano tradizionalmente dal balcone del Municipio Vecchio. Altri concerti si svolgono sul palco del mercato. Ogni due anni si svolge la parata della montagna dei Monti Metalliferi, un corteo di una banda di ottoni con sette bande di minatori con 265 musicisti di montagna e circa 370 persone in uniforme.

## Attrazioni

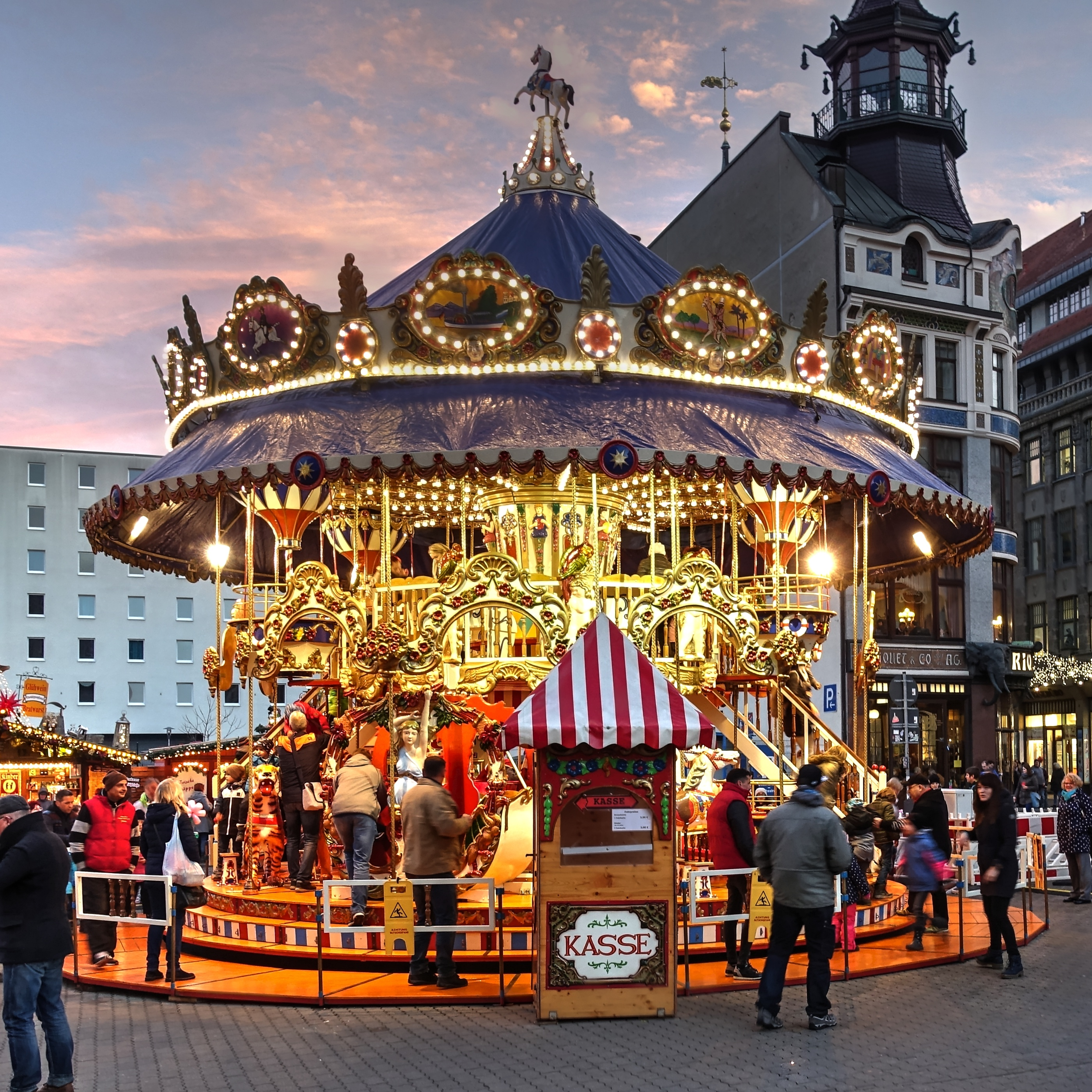
Giostra ricostruita sulla base dell'originale storico (2019)

Il mercato offre diverse aree, tra cui un paese da favola per bambini su Augustusplatz, un mercato storico su Naschmarkt, un presepe con vere pecore, una piramide natalizia dei Monti Metalliferi alta otto metri sul Nikolaikirchhof e un villaggio finlandese su Augustusplatz. Sulla piazza del mercato c'è l'abete di Natale alto circa 20 metri, solitamente un abete rosso della regione.
Il villaggio altoatesino è un popolare punto d'incontro in Augustusplatz durante il mercatino di Natale di Lipsia. Piatti tirolesi vengono serviti ascoltando musica alpina.
Una tradizione speciale e ampiamente celebrata a Lipsia è l'arrivo di Babbo Natale in città. Ogni anno, il sabato prima del primo Avvento, alle ore 11, numerosi bambini e i loro genitori accolgono Babbo Natale e il suo seguito alla stazione centrale, dove arriva con un treno speciale. Quindi scortano la sua carrozza e la banda di ottoni attraverso la città fino alla piazza del mercato. Babbo Natale resterà lì il suo orario d'ufficio tutti i giorni fino alla fine del mercatino di Natale.
Un'altra attrazione del mercatino di Natale è stato Il calendario dell'avvento indipendente più grande del mondo, installato dal 1997 al 2012 e con 857 metri quadrati, secondo il Guinness dei primati, si trovava sulla facciata di una casa a Böttchergässchen con finestre di tre metri per due. È stato suonato dagli studenti delle scuole di Lipsia e della scuola di musica «Johann Sebastian Bach». A causa dei danni causati da atti vandalici, nel 2013 il calendario non è stato più installato.
La giostra storica è un'attrazione speciale del mercatino di Natale sul Salzgässchen. La giostra, le cui parti avevano più di 100 anni, è stata vittima di un incendio a causa di un cortocircuito prima dell'apertura del mercato nel novembre 2009. Nel 2010 la giostra a più livelli è stata ricostruita fedele all'originale. Il «Wichtelwerkstatt» dove i bambini possono fare lavoretti esiste dal 2010 ed è stato completamente ristrutturato e riaperto nel 2017.

## Offerta
Circa un terzo degli stand offre prodotti da forno e dolciumi come mandorle tostate, pan di zenzero Pulsnitzer o Stollen, nonché altri cibi e bevande. La maggior parte sono commercianti, showmen e artigiani di alta qualità. Vengono offerte tra l'altro sculture in legno dell'arte popolare dei Monti Metalliferi e altri prodotti artigianali.

## Galleria d'immagini

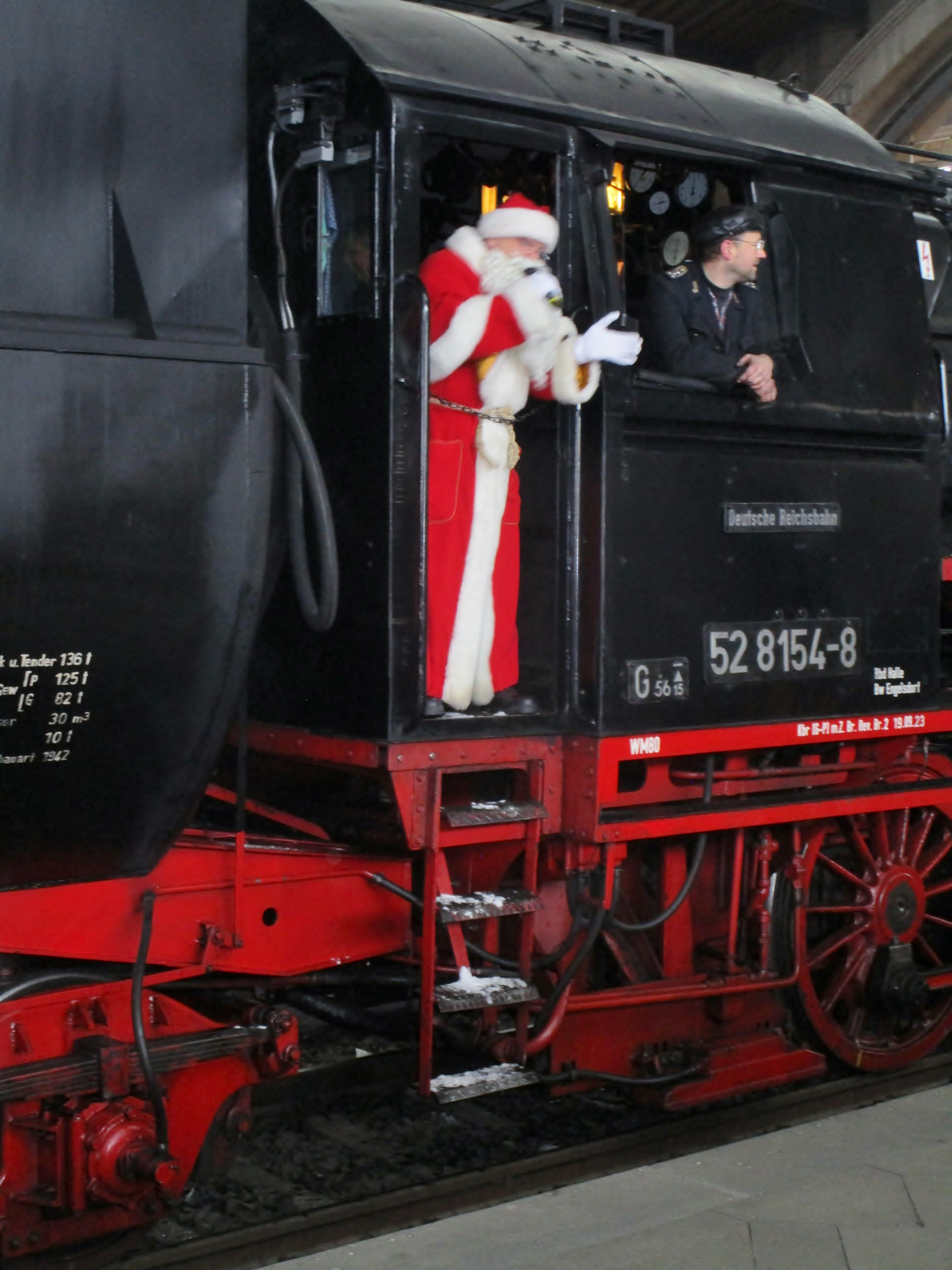
Arrivo di Babbo Natale (2023)
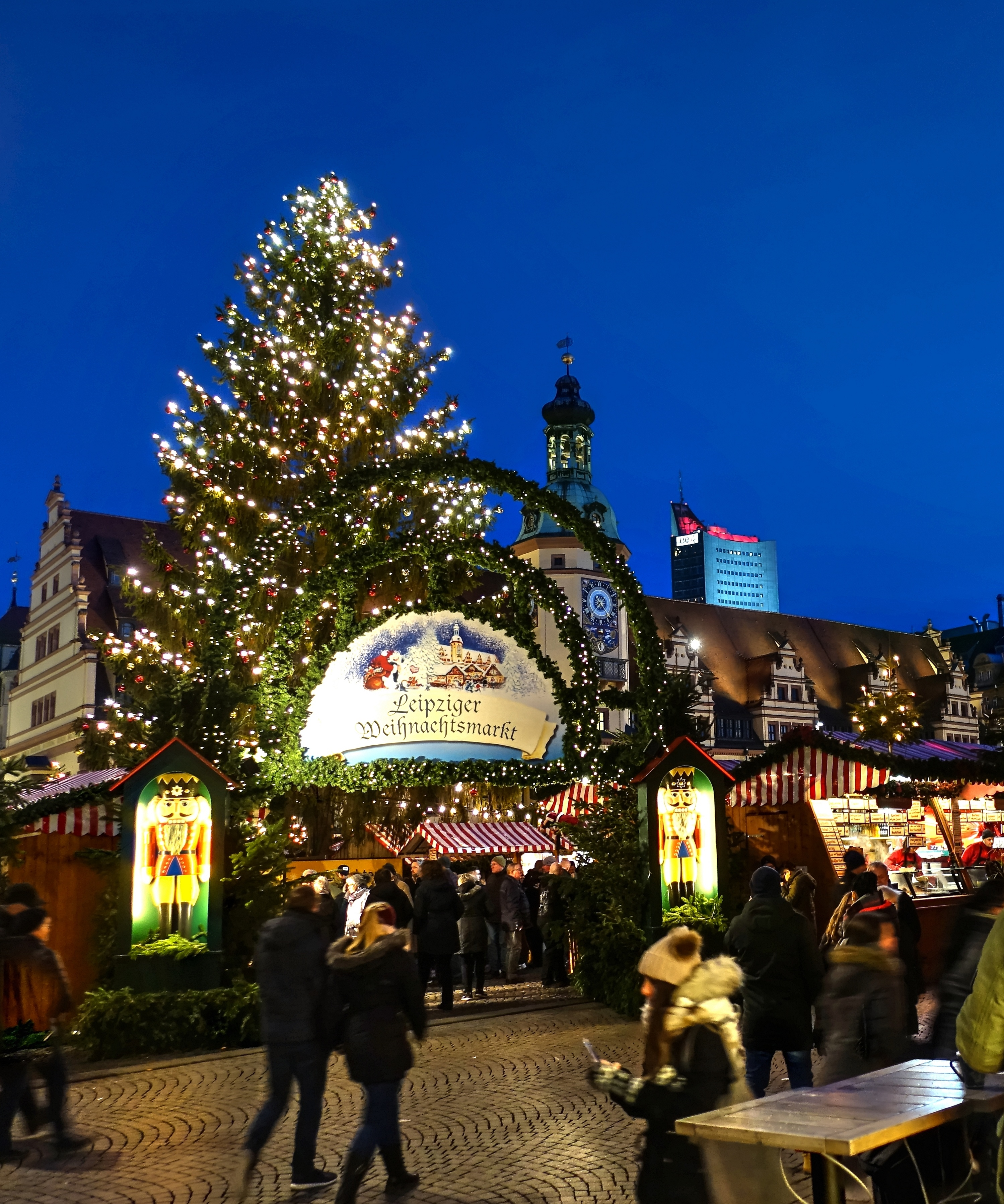
Ingresso al mercatino di Natale dall'angolo nord-ovest del mercato
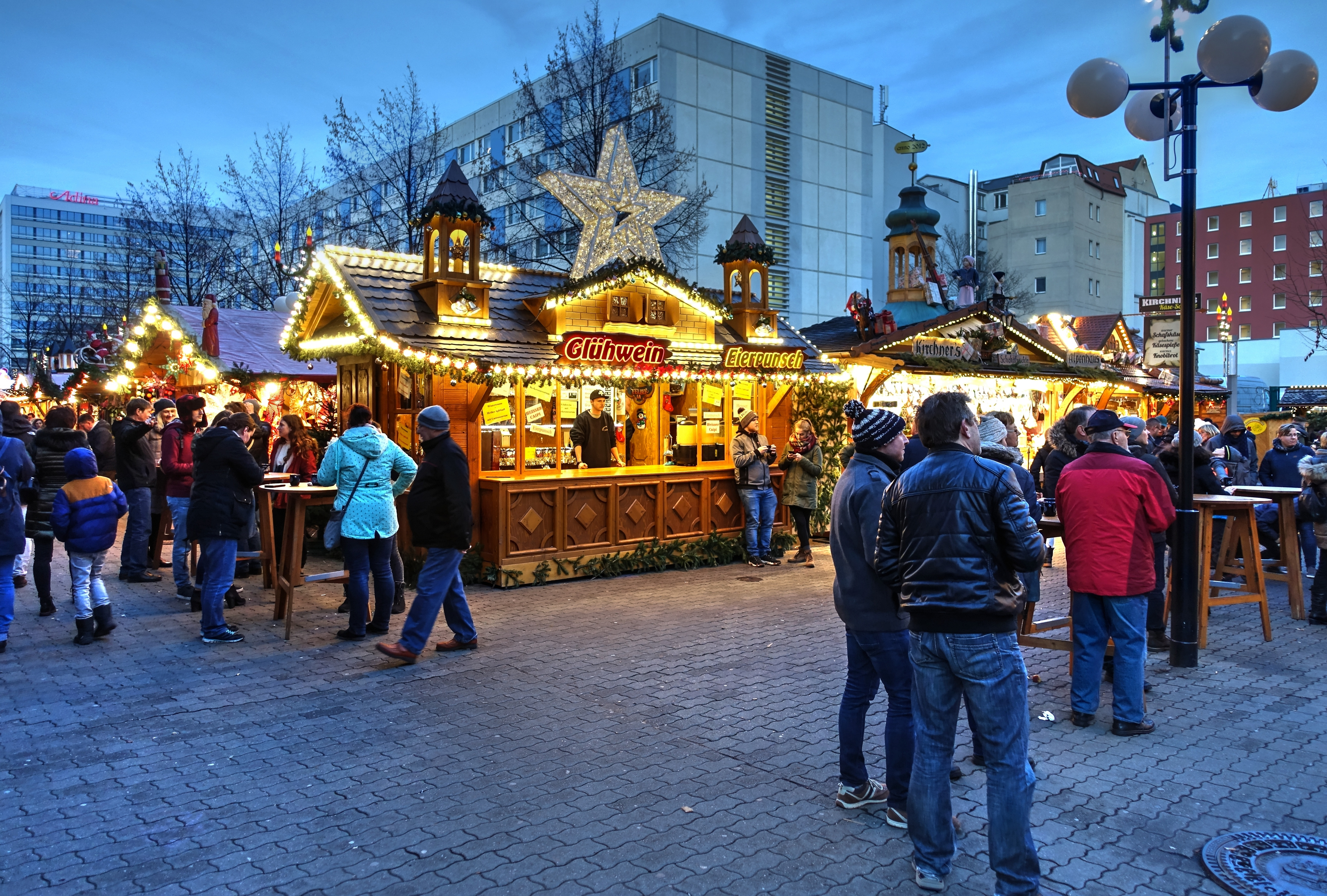
Stand di Vin brulé nella Reichsstrasse all'angolo con Salzgäßchen
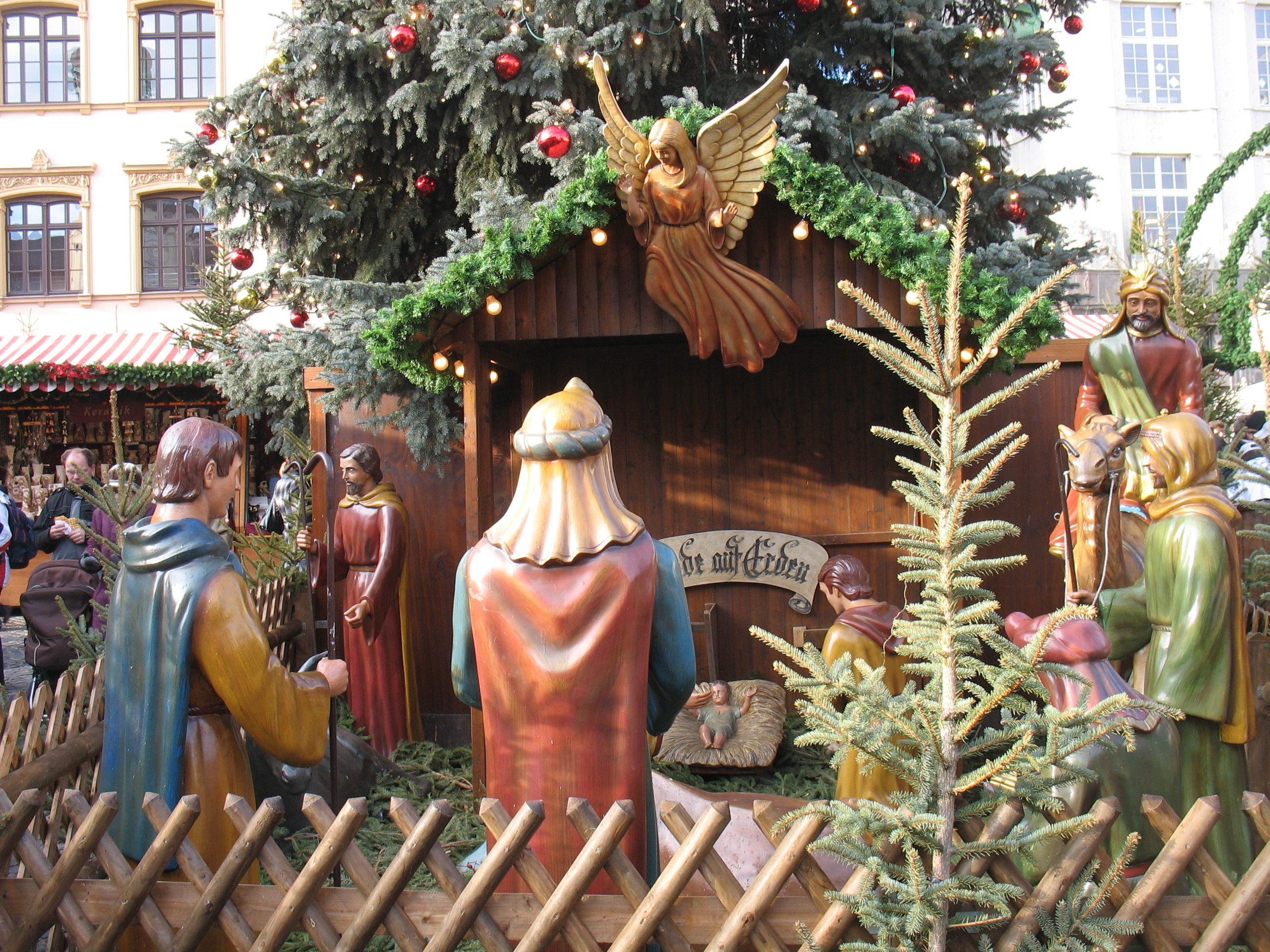
Presepe di Natale di Lipsia
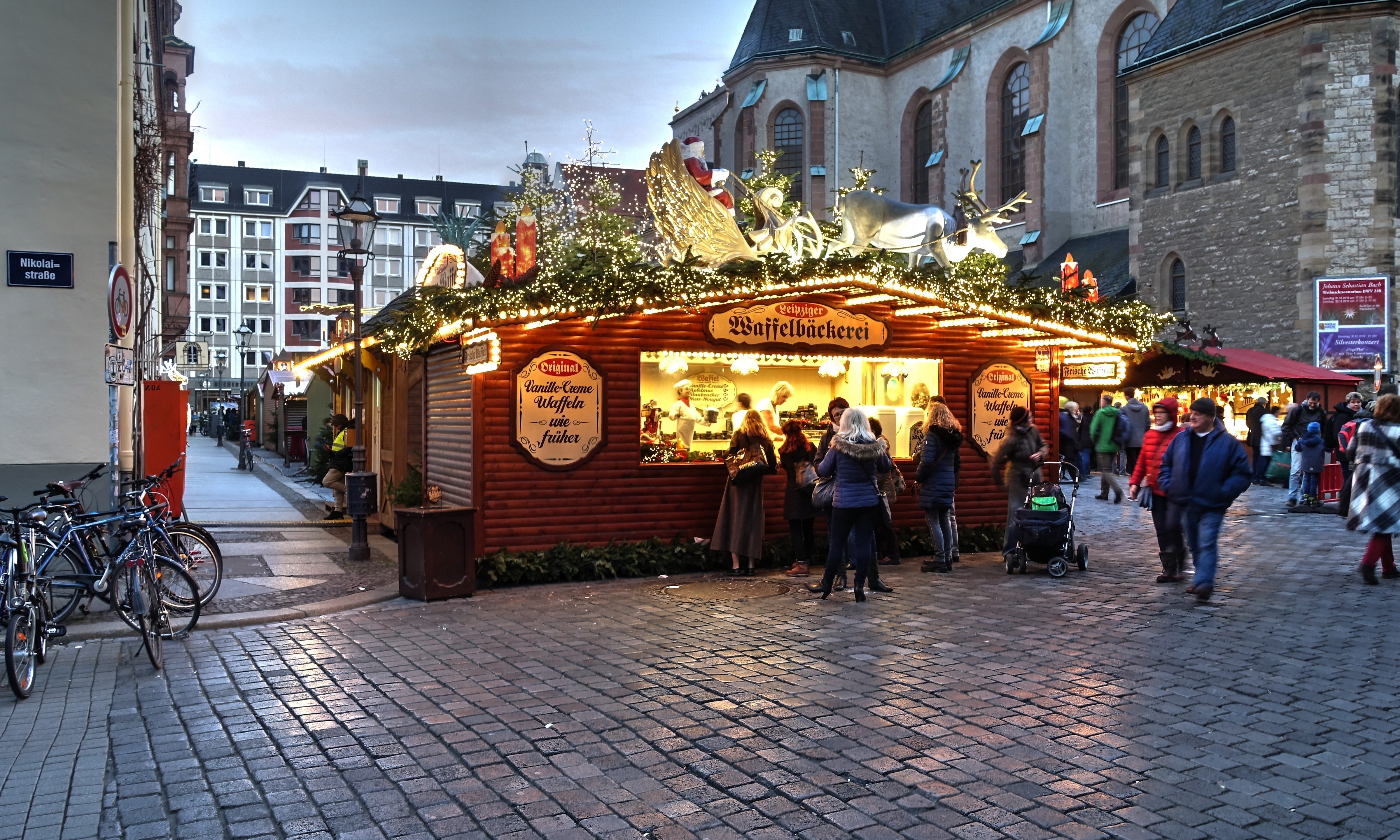
Panificio per waffle all'angolo Nikolaikirchhof della Nikolaistrasse
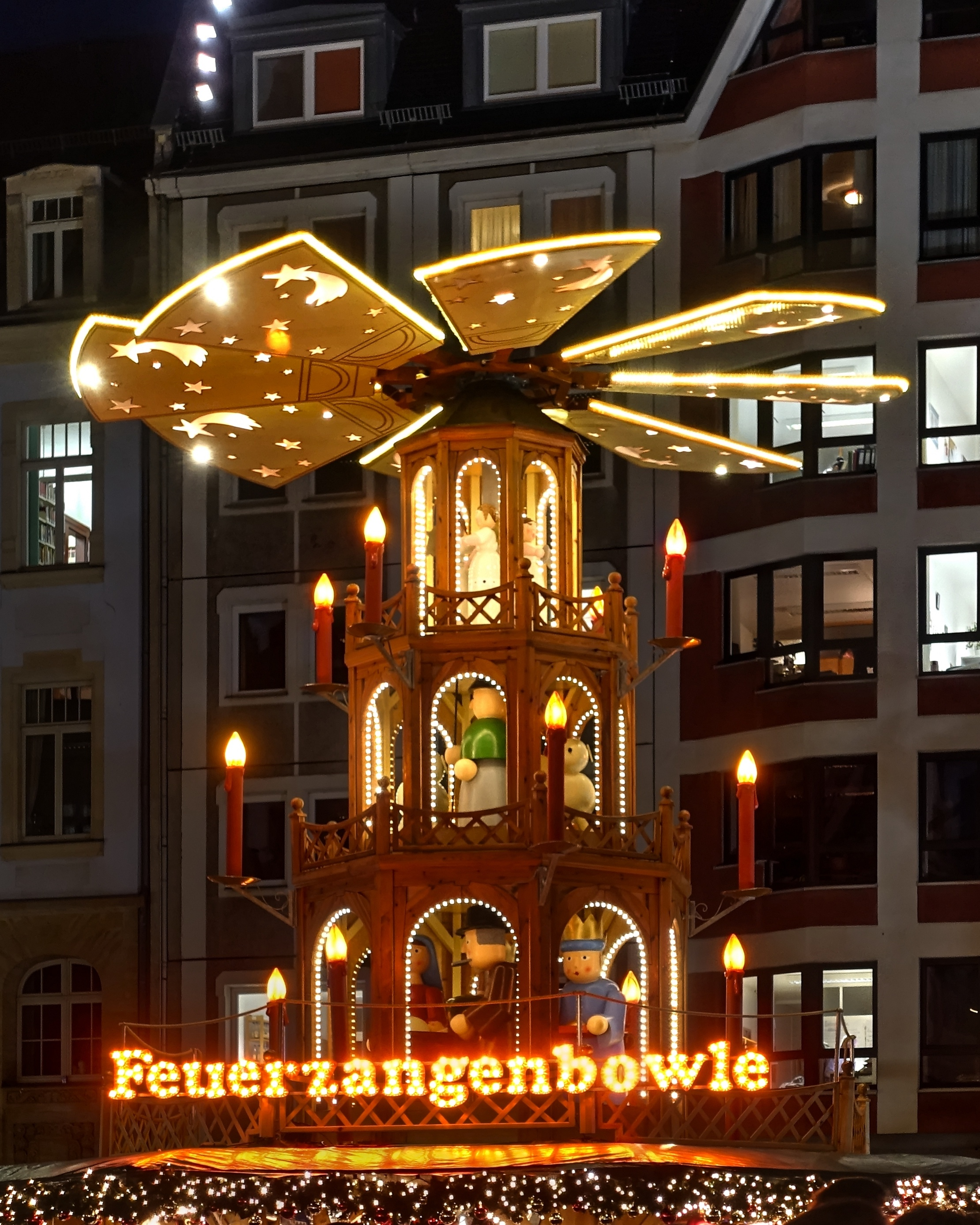
Piramide natalizia allo stand Feuerzangenbowle al Nikolaikirchhof
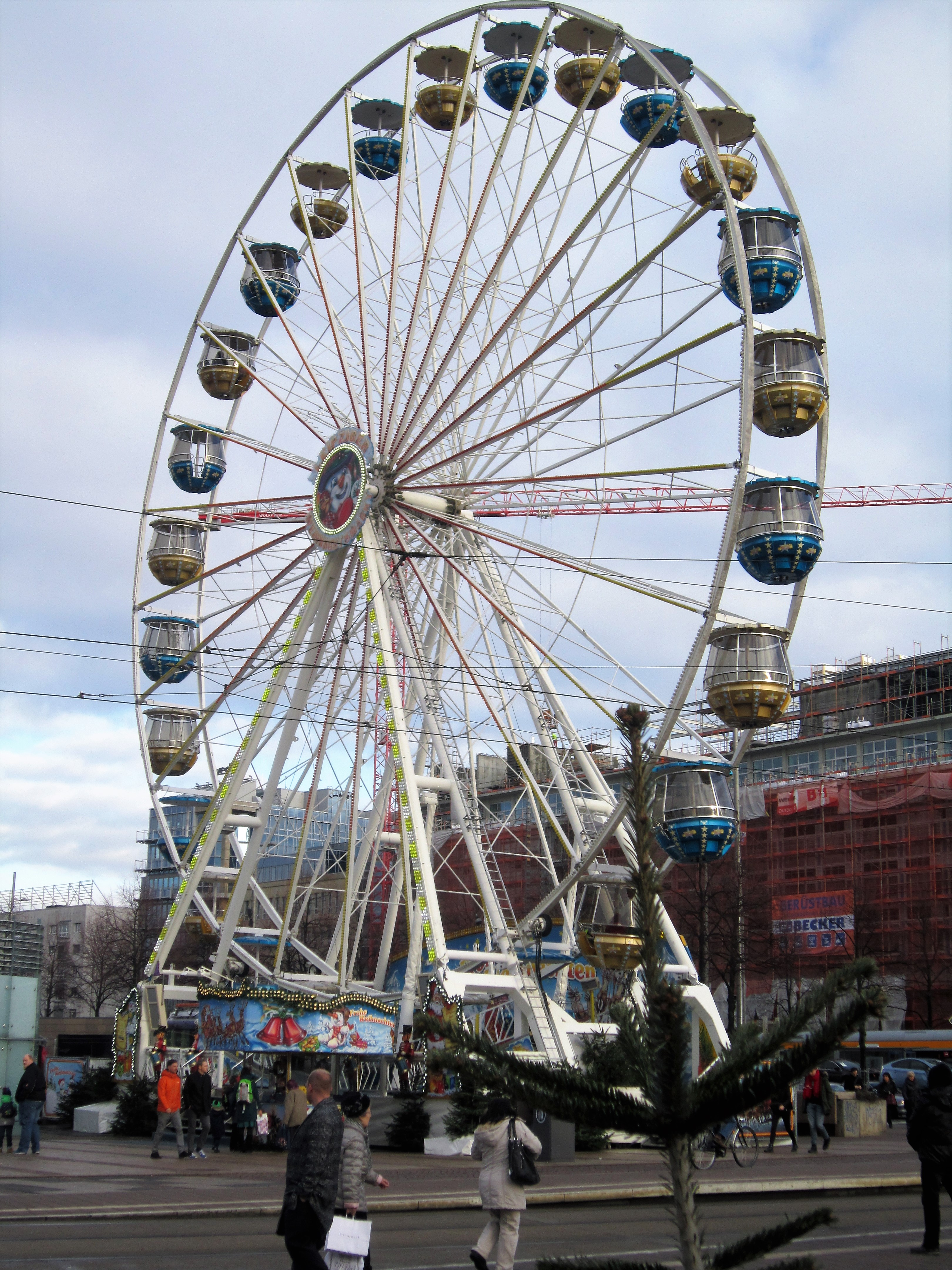
Ruota panoramica sulla Augustusplatz (2017)